# Han Zhaodi
Han Zhaodi (chinesisch 漢昭帝 / 汉昭帝, Pinyin Hàn Zhāodì; * 94 v. Chr.; † 74 v. Chr.) war ein Kaiser der chinesischen westlichen Han-Dynastie.
Unter seiner Herrschaft konnte sich das von den Kriegen seines Vaters Wudi ausgezehrte Land unter der maßvollen Regentschaft der Beamten am Hofe erholen.

## Prinz
Zhaodi wurde 94 v. Chr. als Prinz Li Fuling geboren. Sein Vater war der 62-jährige Kaiser Wudi, seine Mutter dessen Konkubine Chao (Kaiserin), die den Titel Gouyi trug. Angeblich soll die Schwangerschaft 14 Monate gedauert haben, was den Kaiser an ein Ereignis aus alten Mythen erinnerte. Aus diesem Grund bevorzugte er diesen, seinen jüngsten Sohn. Nach einem Aufruhr des Kronprinzen Liu Ju und dessen Mutter Kaiserin Wei Zifu 91 v. Chr. begingen beide Suizid. Wudis andere Söhne, Liu Dan und Liu Xu, erachtete der Kaiser wegen ihres von ihm missbilligten Lebensstils nicht für würdig, Kronprinz zu werden. Diese Würde erhielt daraufhin Li Fuling.

## Kaiser
Als der Kaiser 87 v. Chr. starb, folgte ihm Li Fuling als Han Zhaodi nach. Regenten wurden Huo Guang, der Bruder des berühmten Feldherrn Huo Qubing, sowie Jin Ridi und der Freund Huos Shangguang Jie. 
86 v. Chr.plante Liu Dan einen Aufstand: Es sollte Liu Ze, der Enkel des Prinzen von Qi, eines Aufstands bezichtigt werden. Gleichzeitig wollte Liu Dan ebendiesen durchführen und behaupten, Zhaodi sei nicht der Sohn Wudis. Dieser Plan wurde jedoch entdeckt und Liu Dan begnadigt.
In der Folgezeit wollte Shangguang eine seiner Nachkommen, eine Enkelin Huos, mit dem Kaiser verheiraten, doch Huo sperrte sich dagegen. Mit Unterstützung der Prinzessin Eyi wurde sie dann allerdings doch 83 v. Chr. Kaiserin. Ihr eigentlicher Name ist unbekannt. Formal war sie Kaiserin Xiaozhao, doch sie wird auch als Shangguang bezeichnet.
82 v. Chr. kam ein Mann in den Palast, der sich als Liu Ju ausgab und ihm tatsächlich sehr ähnlich sah. Jedoch hatte die Angelegenheit keine weitreichenden Folgen.
81 v. Chr. wurde vorgeschlagen, die Staatsmonopole auf Salz, Wein und Eisen abzuschaffen, was in den beiden letzten Fällen auch geschah. Dadurch wurde das Volk ungemein entlastet.
80 v. Chr. gab es Streit zwischen Huo und Shangguang. Letzterer wollte ein Amt erhalten, was jedoch nicht geschah. Daraufhin verschworen sich Shangguang, Eyi Liu Dan und Vizekanzler Sang Hongyang, der erbittert wegen der Abschaffung der Monopole war, gegen Huo und Dan beschuldigte diesen vor dem Kaiser des Amtsmissbrauchs. Dieser aber erkannte, dass Huo zur besagten Zeit gar nicht an dem Ort des angeblichen Missbrauchs anwesend gewesen sein konnte und wies die Klage zurück. Von dieser Tat des jungen Kaisers wurde das Reich tief beeindruckt.
Doch nun versuchte man, Huo auf ein Fest zu locken und dort ermorden zulassen. Doch auch dieser Plan wurde aufgedeckt und die Verschwörer wurden bestraft. Dan und Eyi begingen Suizid. Nur Kaiserin Shangguang wurde wegen ihrer Jugend und der Tatsache, dass sie Huos Enkelin war, verschont.
77 v. Chr. schloss Angui, König von Loulan, das in Zentralasien liegt, Freundschaft mit den Xiongnu, die seit alters her China überfielen. Der kaiserliche Kurier Fu Jiezi hatte die Aufgabe, diesen König zu ermorden. Er führte sie aus und setzte mithilfe des dort ansässigen Adels den Bruder Anguis auf den Thron. Daraufhin wurde das Königreich in Shaoshan umbenannt. Zhaodis Mitwirkung an diesem Komplott ist jedoch umstritten.
74 v. Chr. starb der zwanzigjährige Kaiser und nach einer Periode der Unsicherheit, die daraus resultierte, dass er keine Kinder, insbesondere keinen Sohn, hatte, folgte der Kaiser Xuandi.